# NACRA Championship 2012
NACRA Championship 2012 – turniej z cyklu NACRA Championship, międzynarodowe zawody rugby union organizowane przez NACRA dla rozwijających się zespołów ze strefy NACRA, które odbyły się w dniach 23 marca–23 czerwca 2012 roku. Stanowiły jednocześnie część kwalifikacji do Pucharu Świata w Rugby 2015.

## Informacje ogólne
Pięć drużyn rozpoczęło zawody od pierwszej rundy, w której rywalizowały systemem kołowym podzielone geograficznie na dwie grupy. Ich zwycięzcy awansowali do drugiej fazy, gdzie dołączyli do czterech rozstawionych zespołów. W tej fazie rozgrywki toczyły się ponownie systemem kołowym w ramach dwóch trzyzespołowych grup, ponownie podzielonych według klucza geograficznego. Zwycięzcy obu grup awansowali do finału turnieju, mecz zaś odbył się na boisku zespołu wyżej rozstawionego.
W finale rozgrywek podobnie jak rok wcześniej spotkały się reprezentacje Gujany i Bermudów. Także tym razem triumfowali zawodnicy z Bermudów, awansując dodatkowo do kolejnego etapu kwalifikacji do Pucharu Świata w Rugby 2015.

## Runda wstępna

### Grupa północna
| 23 marca 201215:30 | Meksyk | 68:14 | Jamajka | La Ibero Santa Fe, Meksyk Sędzia: Craig Joubert |
| 23 marca 201215:30 |        | 68:14 |         | La Ibero Santa Fe, Meksyk Sędzia: Craig Joubert |

| 7 kwietnia 201216:00 | Jamajka | 19:18 | Kajmany | University of Technology Sports Field, Kingston Sędzia: Keith Hodgkins |
| 7 kwietnia 201216:00 |         | 19:18 |         | University of Technology Sports Field, Kingston Sędzia: Keith Hodgkins |

| 21 kwietnia 201216:00 | Kajmany | 46:13 | Meksyk | Truman Bodden Stadium, George Town Sędzia: Paul Bretz |
| 21 kwietnia 201216:00 |         | 46:13 |        | Truman Bodden Stadium, George Town Sędzia: Paul Bretz |

### Grupa południowa
| 7 kwietnia 201215:00 | Saint Vincent i Grenadyny | 3:34 | Barbados | Arnos Vale Stadium, Kingstown Sędzia: Alwyne Etwah |
| 7 kwietnia 201215:00 |                           | 3:34 |          | Arnos Vale Stadium, Kingstown Sędzia: Alwyne Etwah |

| 21 kwietnia 201216:00 | Barbados | 51:0 | Saint Vincent i Grenadyny | Garrison Savannah, Bridgetown Sędzia: Alasdair Robertson |
| 21 kwietnia 201216:00 |          | 51:0 |                           | Garrison Savannah, Bridgetown Sędzia: Alasdair Robertson |

## Runda zasadnicza

### Grupa północna
| 19 maja 201216:00 | Bermudy | 10:3 | Kajmany | National Sports Center, Hamilton Sędzia: Andrew Hosie |
| 19 maja 201216:00 |         | 10:3 |         | National Sports Center, Hamilton Sędzia: Andrew Hosie |

| 26 maja 201216:00 | Kajmany | 27:7 | Bahamy | Truman Bodden Stadium, George Town Sędzia: Tom Lyons |
| 26 maja 201216:00 |         | 27:7 |        | Truman Bodden Stadium, George Town Sędzia: Tom Lyons |

| 9 czerwca 201216:00 | Bahamy | 8:16 | Bermudy | Winton Rugby Center, Nassau Sędzia: Aruna Ranaweera |
| 9 czerwca 201216:00 |        | 8:16 |         | Winton Rugby Center, Nassau Sędzia: Aruna Ranaweera |

### Grupa południowa
| 5 maja 201216:00 | Trynidad i Tobago | 32:3 | Barbados | St. Mary's College Sports Grounds, Port-of-Spain Sędzia: Pablo Septien |
| 5 maja 201216:00 |                   | 32:3 |          | St. Mary's College Sports Grounds, Port-of-Spain Sędzia: Pablo Septien |

| 19 maja 201216:00 | Barbados | 10:10 | Gujana | Garrison Savannah, Bridgetown Sędzia: Bryan Arciero |
| 19 maja 201216:00 |          | 10:10 |        | Garrison Savannah, Bridgetown Sędzia: Bryan Arciero |

| 2 czerwca 201216:00 | Gujana | 20:0 | Trynidad i Tobago | Providence Stadium, Providence Sędzia: George Nicholson |
| 2 czerwca 201216:00 |        | 20:0 |                   | Providence Stadium, Providence Sędzia: George Nicholson |

## Finał
| 23 czerwca 201216:00 | Bermudy | 18:0 | Gujana | National Sports Center, Hamilton Sędzia: Pablo Septien |
| 23 czerwca 201216:00 |         | 18:0 |        | National Sports Center, Hamilton Sędzia: Pablo Septien |